# José Ángel Ciliberto
José Ángel Oropeza Ciliberto (Caripe, estado Monagas, Venezuela; 1923 - Caracas, 26 de abril de 2009) fue un abogado y político venezolano, dirigente y miembro fundador de Acción Democrática. Fue ministro del Interior durante el gobierno de Jaime Lusinchi.

## Carrera política
Ciliberto fue miembro del movimiento juvenil del partido Acción Democrática (AD) en la Universidad Central de Venezuela. Se graduó con un título de derecho y posteriormente fue elegido como diputado por el estado Monagas en el Congreso Nacional. Ejerció funciones como secretario privado de Gonzalo Barrios desde el 18 de octubre de 1945, y posteriormente, durante el gobierno de Rómulo Gallegos, hasta su derrocamiento en 1948.
En 1953 fue detenido por la Dirección de Seguridad Nacional y encarcelado, acusado de esconder un lote de armas presuntamente destinado a una revuelta el 19 de abril de ese año. Tras ser liberado dos años después fue expulsado a Puerto Rico, operando en el exilio hasta la caída de Marcos Pérez Jiménez en 1958. Posteriormente durante el periodo democrático ejerce como diputado nacional (1959-1974), senador (1974-1993) y ministro de relaciones interiores (1986-1986). En la década de 1960 perteneció brevemente a AD-Oposición.

### Arresto domiciliario
En 1989 fue expulsado de Acción Democrática. En 1990 se ordenó detener a 12 ex altos funcionarios del gobierno de Jaime Lusinchi, entre ellos Blanca Ibáñez, y José Ángel Ciliberto, por el delito de peculado doloso y aprovechamiento de dinero público, por el caso de los 65 jeeps que fueron comprados indebidamente con dinero de la partida secreta del Ministerio del Interior para ser utilizados por el partido gobernante en la campaña electoral de 1988, siendo condenado en 1994 a un año de prisión, cumpliendo arresto domiciliario en Caracas.

## Muerte
José Ángel Ciliberto murió en Caracas el 26 de abril de 2009.

## Obras
- Las diferencias en A.D. (1962).[6]
- Martirio y gloria del periodismo venezolano (1965).
- Defensa de la política económica del gobierno (1976).[7]
- Entrevista con José Angel Ciliberto (1981).[8]
- El velandeo (1983).[9]
- Fermín Toro y las doctrinas económicas del siglo XIX (1987).[10]
- Momentos de historia venezolana (1989).[11]
- La quinta paila (1990).[12]
- Una rústica conjura: el caso de los Jeeps (1993).[13]
- Memoria de otros tiempos (1994).[14]
- Horacio Ducharne: realidad y leyenda (1996).[15]